# Saint-Léger-sous-Beuvray

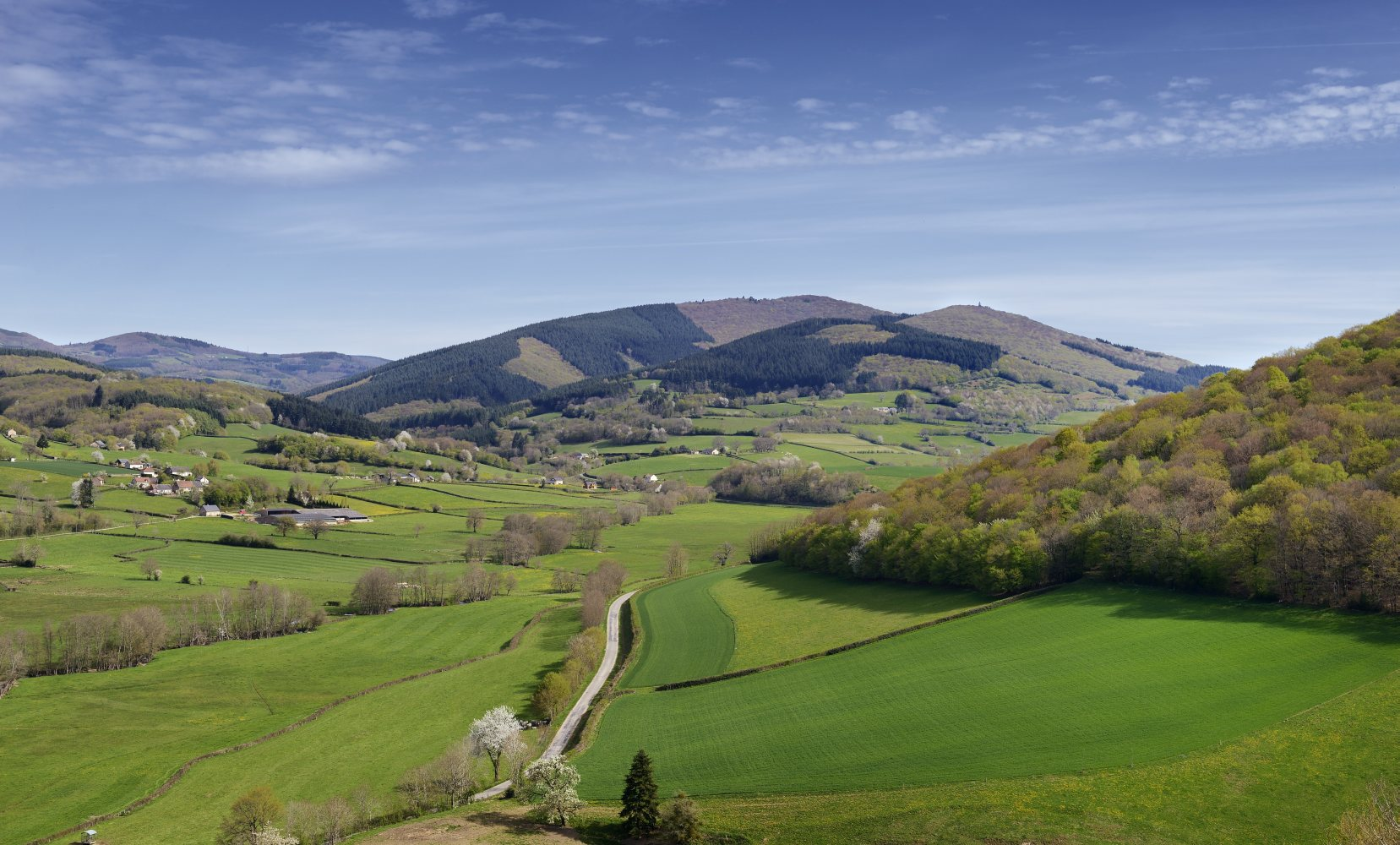
Mont Beuvray

Saint-Léger-sous-Beuvray ist eine französische Gemeinde mit 1788 Einwohnern (Stand: 1. Januar 2022) im Département Saône-et-Loire im Nordwesten der Region Bourgogne-Franche-Comté (vor 2016 Burgund). Die Gemeinde gehört zum Arrondissement Autun und zum Kanton Autun-2.

## Lage
Saint-Léger-sous-Beuvray liegt in einer Höhe von ca. 400 m knapp 20 km (Fahrtstrecke) südwestlich von Autun im Regionalen Naturpark Morvan. Das Gemeindegebiet wird vom Fluss Méchet durchquert. Ganz im Osten entspringt an der Südostflanke des Mont Beuvray (821 m) das Flüsschen Braconne.

## Wirtschaft
Die Landwirtschaft (Ackerbau und Viehzucht) bildet immer noch die wirtschaftliche Grundlage des Ortes. In der zweiten Hälfte des 20. Jahrhunderts hat auch der Tourismus in Form der Vermietung von Ferienwohnungen (gîtes) eine gewisse Bedeutung erfahren.

## Bevölkerung
| Jahr                       | 1800 | 1851 | 1901 | 1954 | 1999 | 2022 |
| Einwohner                  | 990  | 1436 | 1770 | 878  | 524  | 371  |
| Quellen: Cassini und INSEE |      |      |      |      |      |      |

Die zunehmende Mechanisierung der Landwirtschaft und der damit einhergehende Verlust von bäuerlichen Kleinbetrieben („Höfesterben“) führte in der zweiten Hälfte des 20. Jahrhunderts zu einem Mangel an Arbeitsplätzen und in der Folge zu einem deutlichen Bevölkerungsrückgang.

## Geschichte
Auf dem Mont Beuvray befindet sich ein Teil des archäologischen Fundplatzes Bibracte, des bedeutendsten Oppidums des keltischen Stamms der Haeduer. Im Jahr 58 v. Chr. trafen hier die Helvetier mit verbündeten Stämmen auf die Römer. Nach den Überlieferungen (u. a. durch Caesar) sollen in dieser Schlacht insgesamt etwa 400.000 Soldaten aufeinander getroffen sein, davon lediglich 50.000 Römer. Die eigentliche Schlacht fand jedoch wohl etwa 20 km südlich von Bibracte statt. Heute erinnert ein Museum an den ehemals bedeutenden Ort.

## Sehenswürdigkeiten
- Bibracte mit Museum, (Monument historique)
- Kirche
- Schloss Lavault
- Schloss La Bouthière